# 林記街渡

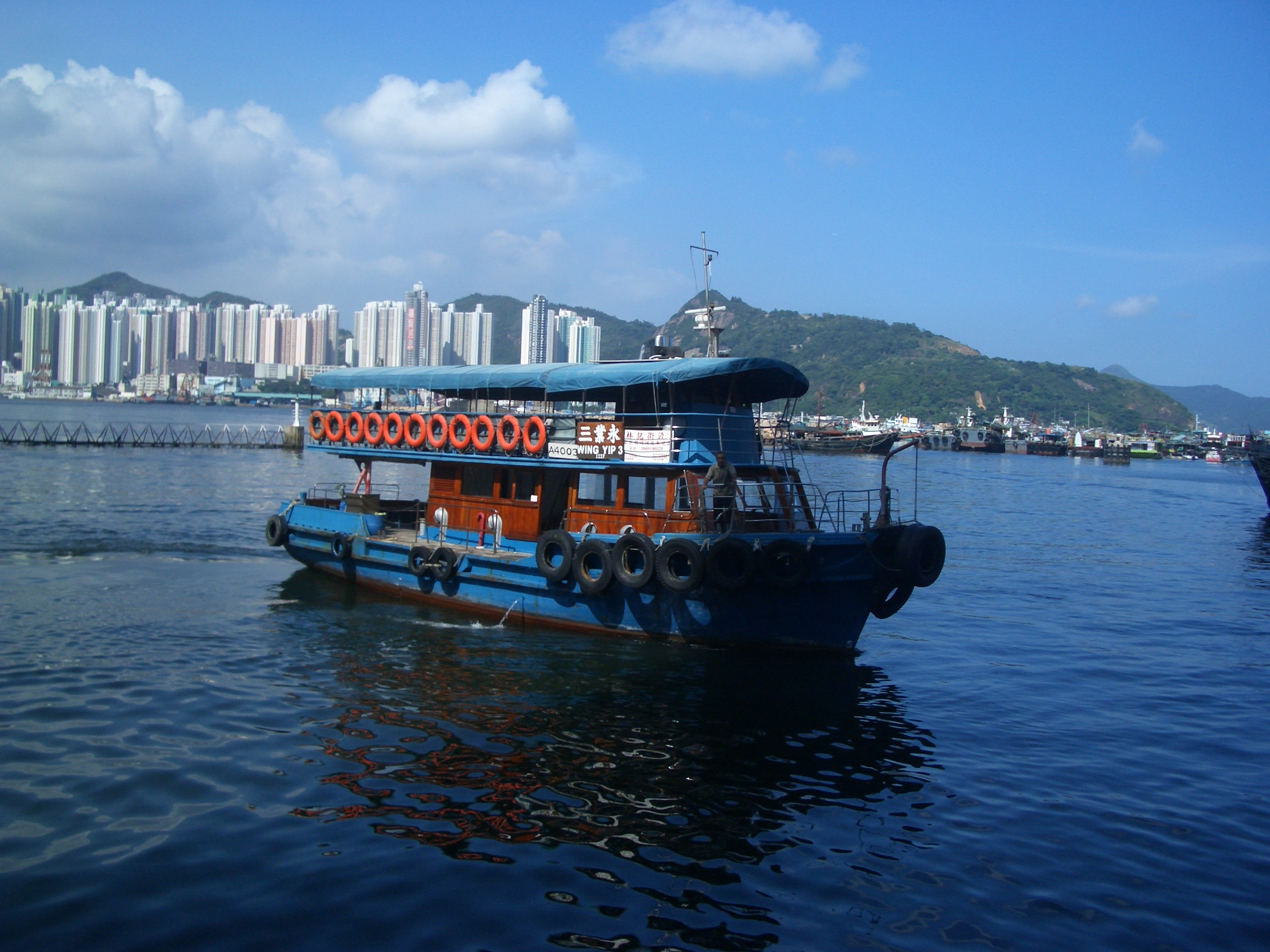
木製街渡《永業三》

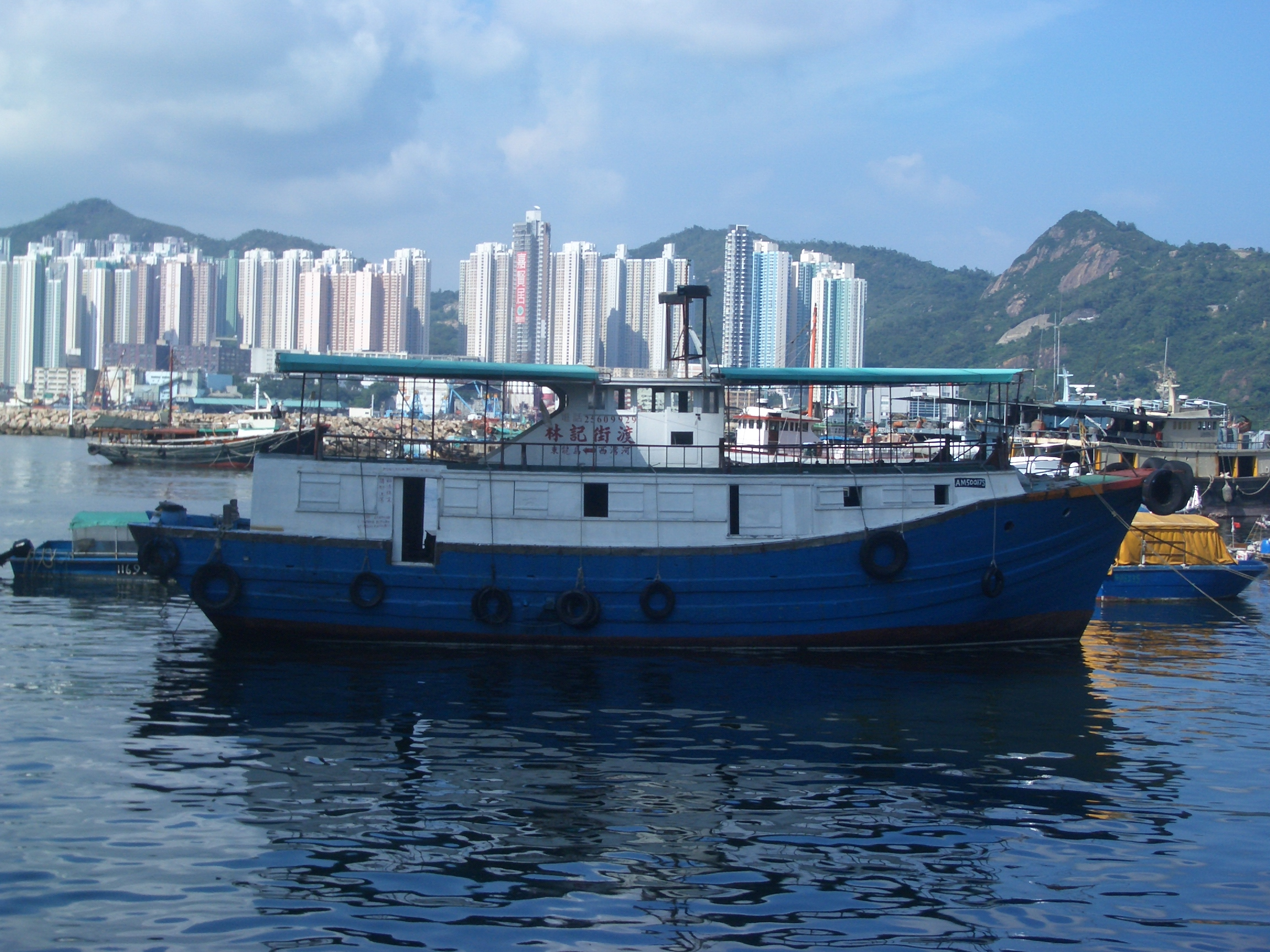
林記街渡編號 AM50017S 的漁船

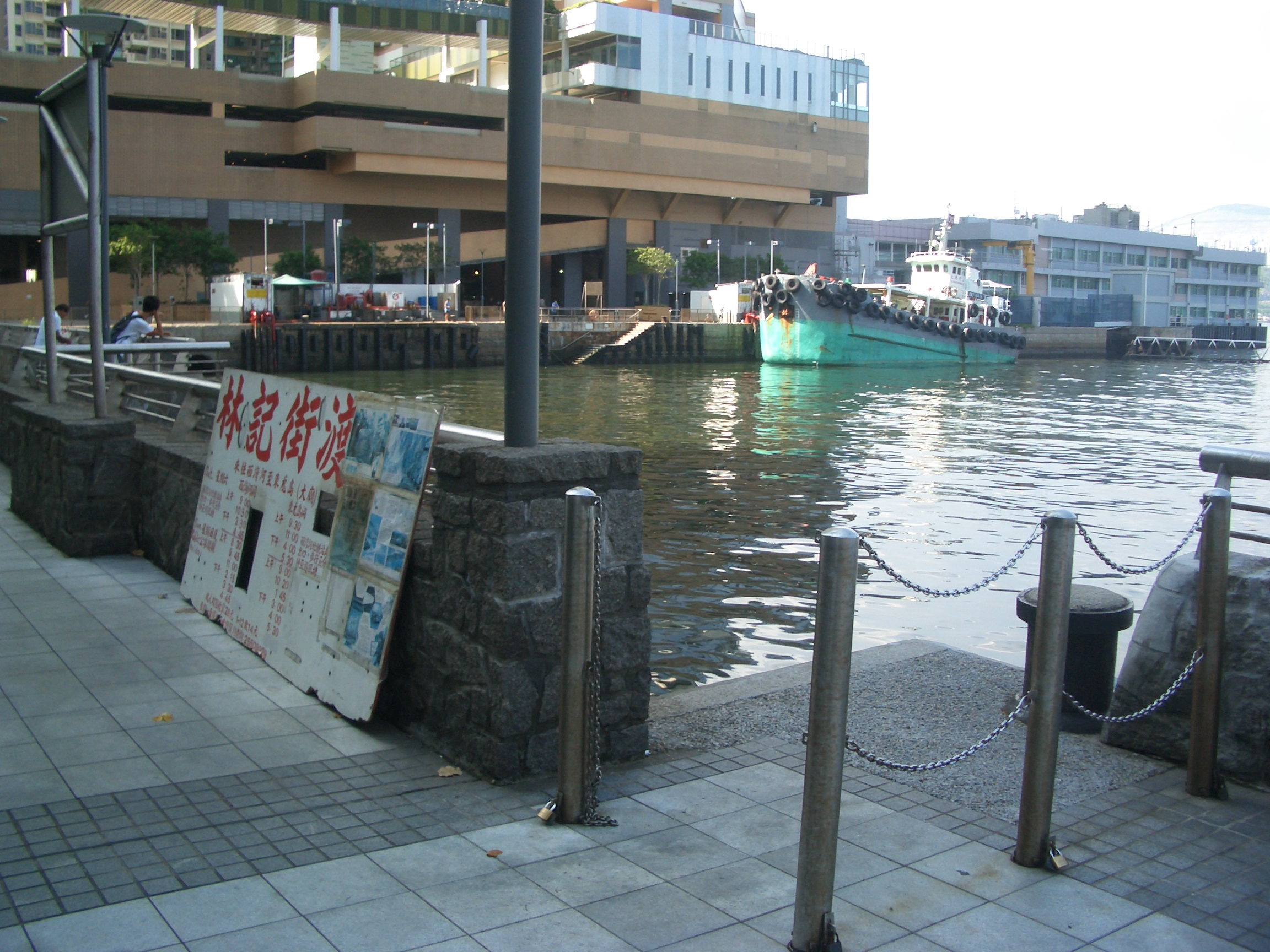
林記街渡西灣河上船位置

林記街渡（英語：Lam Kee Ferry）曾是香港的一家小輪公司，是渡輪航線「西灣河←→東龍洲」的營辦商，這航線只於星期六提供四班來回的定期航班服務，和於星期日及公眾假期提供六班來回的定期航班服務，其餘日子需緻電小輪公司預約。
林記街渡曾經是唯一提供定期航班往來東龍洲的小輪公司，擁有65年悠久歷史，採用一艘編號為AM50017S的漁船來提供服務，客量不俗。但自從珊瑚海船務有限公司開辦了「三家村←→東龍洲」的渡輪航線後，客量便一落千丈，為減低營運成本，小輪公司於是放棄了使用雙車葉的舊漁船，引入了耗油量較低，只使用單車葉的木製街渡《永業三》來提供服務，而漁船AM50017S現時只用作後備或臨時加班之用。
由於營運成本大增，導致入不敷支，最終決定於2014年1月27日起永久停航並正式結業。

## 航線
林記街渡結業前曾開辦1條持牌渡輪航線：西灣河↔東龍洲，航程大約30分鐘。
西灣河的上船位置為西灣河嘉亨灣東側的避風塘公園內編號HP070登岸石級，而東龍島的上船位置為東龍島公眾碼頭。

## 收費
- 西灣河↔東龍洲  雙程成人每位$40，1-12歲小童雙程每位$20，乘客需上船購票，只收現金。狗隻上船必須放在狗專用袋內。

## 船隊
- 永業三（M.V. Wing Yip 3）
  - 可載122人的木製街渡，擁有權證明書號碼：A4003，船上無任何空調設備。
- AM50017S
  - AM50017S是「林記街渡」船隊，原設計是漁船，因此不單沒有窗戶，內裏亦不設座位，乘客上船後需席地而坐。

## 時間表
星期六
- 西灣河開出4班：09:00、10:30、15:30、16:45
- 東龍島開出4班：09:30、11:00、16:00、17:30

星期日及公眾假期
- 西灣河開出6班：08:30、09:45、11:00、14:15、15:30、16:45
- 東龍島開出4班：09:00、10:20、13:45、15:00、16:00、17:30

星期四（特別班次）
- 西灣河開出1班：09:00
- 東龍島開出1班：17:30